# 604 TCN
604 TCN là một năm trong lịch La Mã.